# II. třída okresu Náchod
II. třída okresu Náchod (Okresní přebor II. třídy) patří společně s ostatními druhými třídami mezi osmé nejvyšší fotbalové soutěže v Česku. Je řízena Okresním fotbalovým svazem Náchod. Hraje se každý rok od léta do jara se zimní přestávkou. Účastní se ji 14 týmů z okresu Náchod, každý s každým hraje jednou na domácím hřišti a jednou na hřišti soupeře. Celkem se tedy hraje 26 kol. Vítězem se stává tým s nejvyšším počtem bodů v tabulce a postupuje do I.B třídy Královéhradeckého kraje - skupiny B. Celkový počet sestupujících je ovlivněn počtem sestupujících z I.B třídy Královéhradeckého kraje - skupiny B. Vždy sestupují minimálně dva poslední týmy do III. třídy okresu Náchod. Do II. třídy vždy postupuje vítězný a druhý tým z III. třídy.

## Vítězové
| Ročník                                            | Vítězný tým                       |
| ------------------------------------------------- | --------------------------------- |
| 1981/1982                                         | TJ Slavoj Teplice nad Metují      |
| 1982/1983                                         | TJ Tepna Babí                     |
| 1983–2003                                         | ...                               |
| 2003/2004                                         | TJ Slovan Broumov „B“             |
| 2004/2005                                         | SK Babí                           |
| 2005/2006                                         | TJ Slavoj Teplice nad Metují      |
| 2006/2007                                         | TJ Sokol Stárkov                  |
| 2007/2008                                         | TJ Slavoj Teplice nad Metují      |
| 2008/2009                                         | MFK Nové Město nad Metují         |
| 2009/2010 - skupina sever 2009/2010 - skupina jih | Jiskra Veba Machov AFK Hronov     |
| 2010/2011 - skupina sever 2010/2011 - skupina jih | Jiskra Veba Machov SK Babí        |
| 2011/2012 - skupina sever 2011/2012 - skupina jih | TJ Sokol Hejtmánkovice AFK Hronov |
| 2012/2013 - skupina sever 2012/2013 - skupina jih | FO Jiskra Veba Machov AFK Hronov  |
| 2013/2014                                         | FK Jaroměř „B“                    |
| 2014/2015                                         | TJ Velké Poříčí                   |
| 2015/2016                                         | FK Jaroměř „B“                    |
| 2016/2017                                         | Jiskra Česká Skalice              |
| 2017/2018                                         | TJ Sokol Hejtmánkovice            |
| 2018/2019                                         | TJ Sokol Hejtmánkovice            |